# Hymenodora acanthitelsonis
Hymenodora acanthitelsonis är en kräftdjursart som beskrevs av Wasmer 1972. Hymenodora acanthitelsonis ingår i släktet Hymenodora och familjen Oplophoridae. Inga underarter finns listade i Catalogue of Life.